# Delaware County, Indiana
Delaware County är ett county i delstaten Indiana, USA, med 117 671 invånare. Den administrativa huvudorten (county seat) är Muncie. 

## Geografi
Enligt United States Census Bureau så har countyt en total area på 1 025 km². 1 018 km² av den arean är land och 7 km² är vatten.  

### Angränsande countyn
- Blackford County - nord
- Jay County - nordost
- Randolph County - öst
- Henry County - syd
- Madison County - väst
- Grant County - nordväst